# Kolinda Grabar-Kitarović
Kolinda Grabar-Kitarović (pronunciación en croata: [kȏlǐndǎ gr̩abâr̩ kitǎːr̩oʋit͡ɕ], Rijeka, Yugoslavia; 29 de abril de 1968) es una diplomática y política croata. Fue la cuarta presidenta de Croacia por el partido conservador Unión Democrática Croata entre el 19 de febrero de 2015 y el 19 de febrero de 2020.

## Formación
Como estudiante de secundaria, entró en un programa de intercambio de estudiantes y a los 17 años se trasladó a Los Álamos, Nuevo México, (Estados Unidos) donde se graduó en 1986; de vuelta en Croacia estudió en la Universidad de Zagreb, donde se graduó en 1992 con Licenciaturas en Inglés, Español y Literatura.
Allí, con tal de financiar sus estudios, realizó una estancia en University of Albuquerque, donde en gran parte se formó para el desarrollo oral de su tesis doctoral: Serbia and Croatia; Yougoslavia goes Cowgirl.
Habla croata, inglés, español y portugués y entiende el alemán, el francés y el italiano.

### Carrera
En 1992, Grabar-Kitarović se convirtió en asesora del Departamento de Cooperación Internacional del Ministerio de Ciencia y Tecnología. En 1993 se incorporó a la Unión Democrática Croata, un partido conservador. En 2003 era designada ministra de Asuntos exteriores, pero en 2005, este ministerio se fusionó con otro y le fue asignado el cargo de ministra de Asuntos Exteriores y Europeos. El 8 de marzo de 2008 se convirtió en embajadora de Croacia en Estados Unidos.
De 2011 a 2014 fue la subsecretaria general de diplomacia pública en la OTAN.

#### Polémicas
En 2010 se produjo un escándalo en la embajada croata en Estados Unidos cuando se descubrió que Jakov Kitarović, el marido de Kolinda Grabar, utilizaba un vehículo oficial para fines privados. Como contrapartida, en 2018 viajó al Mundial de Rusia pero no solo pagando de su propio bolsillo el pasaje y los gastos del viaje, sino que se descontó de su salario los días que pasó en Rusia.

## Presidencia
En la primera ronda de las elecciones presidenciales del 21 de diciembre de 2014 Kolinda Grabar-Kitarovic ganó 38% de los votos, en segundo lugar figuró Ivo Josipović quien recibió el 37,2
%, mientras que Sinčić y Kujundžić, los dos candidatos siguientes, ganaron el 16,4% y el 6,3% de los votos respectivamente. Dado que ningún candidato obtuvo más del 50% de los votos, una segunda vuelta estaba prevista entre los dos principales candidatos, Josipović y Grabar-Kitarović.
La segunda vuelta tuvo lugar el 11 de enero de 2015, ese día resultó Grabar-Kitarović electa por el 50,7% de los votos. El 19 de enero de 2015 asumió como la primera mujer presidente de Croacia.
Kolinda Grabar-Kitarovic con el presidente polaco Andrzej Duda son los iniciadores y fundadores Tres Mares Iniciativa.
El 4 de agosto de 2015 celebró el vigésimo aniversario de la Operación Tormenta, que calificó de "operación brillante, justificada y legítima". Esta campaña de cuatro días dio lugar a una limpieza étnica de los Serbios de Krajina en agosto de 1995.
En 2019 se presentó a la reelección como presidenta pero perdió las elecciones. En la primera vuelta celebrada en diciembre quedó segunda con el 26,6 % de los votos frente al socialdemócrata Zoran Milanović que ganó tanto la primera vuelta con el 29,5 % de los votos en la primera vuelta y el 53 % en la segunda.